# Rust (Bade-Wurtemberg)
Pour les articles homonymes, voir Rust.
Rust est une commune allemande qui se situe dans l'arrondissement de l'Ortenau dans le Bade-Wurtemberg et membre de l'eurodistrict de Strasbourg, elle est située à une vingtaine de kilomètres au sud de Lahr/Schwarzwald, à proximité du Rhin et de la frontière française.
La ville est principalement connue pour accueillir sur une grande partie de son territoire l'un des plus grands parcs à thèmes du monde : Europa-Park.

## Histoire
Le nom de la ville de Rust est évoqué pour la première fois dans le testament de l'évêque de Strasbourg Eddo en 762.
Au milieu du XVe siècle, le village était la propriété d'une famille strasbourgeoise : les Böcklin von Böcklinsau.
Cette situation perdurera jusqu'en 1806, date à laquelle les droits seigneuriaux ont été bannis par l'administration française.
Le château Balthasar (1442) fut la propriété de cette famille. En 1956, à la mort de Ruprecht, dernier châtelain représentant les Böcklin, le domaine fut cédé au comte Karl Wolff Metternich zur Gracht. En 1975, la famille Mack placée à la tête de l’entreprise Mack Rides, spécialisée dans la construction de montagnes russes, en fit l'acquisition pour l'intégrer à son parc d'attractions Europa-Park.

## Jumelage
- Marlenheim (France)

## Lieux et monuments
- Parc d'attractions Europa Park